# Душан Видак
Душан (Душко) Видак био је српски џез музичар, спикер радио Београда и дугогодишњи локални представник Културног одељења Канадске амбасаде у Београду.

## Биографија
Његов оркестар везан је за најраније почетке џеза у Београду после Другог светског рата, као и естрадне почетке Ђорђа Марјановића.
Душан Видак је међу првима у Београду и Србији организовао џез оркестар и од 1947. године почео јавно да свира. Говорио је: "Живот је ритам, ритам је џез!" У Чика Љубиној улици се налазила менза – клуб – радника спољне и унутрашње трговине. Лепа, некако засвођена сала. Оркестар Душка Видака званично је био секција културно-уметничког друштва "Полет". Љубитељи игранки су то место звали "храм игре".
- Време; бр 973; 27. август 2009. 
После 1948. и расцепа са Совјетским Савезом, џез постаје прихватљивији за комунистичку номенклатуру и Видак оснива "велики џез оркестар", с којим је наступао широм земље.
Последње две деценије радног века провео је у Канадској амбасади, радећи на пословима ширења културне сарадње Канаде и прво читаве старе (СФРЈ) а онда и оне "крње" Југославије (СРЈ).